# Dawood Sarkhosh
 (juin 2020).
Si vous disposez d'ouvrages ou d'articles de référence ou si vous connaissez des sites web de qualité traitant du thème abordé ici, merci de compléter l'article en donnant les références utiles à sa vérifiabilité et en les liant à la section « Notes et références ».
Dawood Sarkhosh (dari-persan : داوود سرخوش ) né le 26 avril 1971 à Deykandi, en Afghanistan) est un chanteur, musicien et poète folklorique de culture Hazara et d'origine afghane.

## Biographie

### Jeunesse
L'inspiration de Sarkhosh vient notamment de son frère aîné, Sarwar Sarkhosh, un musicien traditionnel, nationaliste et légendaire de son temps, assassiné par une milice anti-Hazaras durant la guerre civile,. 
Sarkhosh a appris à jouer du dombra et à chanter avec lui à l'âge de dix-sept ans. Après la mort de son frère, Sarkhosh a d'abord migré au Pakistan vers la ville de Peshawar, puis a déménagé à Quetta.

### Vie privée
Sarkhosh est marié à Kubra Nekzad Sarkhosh avec qui il a eu trois enfants : Sabour, Zoulfiqar et Yasir. Ils vivent et travaillent en Autriche maintenant.

## Carrière
Sarkhosh a ravivé ses compétences en composant des chansons inspirées par un sentiment de nationalisme et de souffrance en exi en transmettant les sentiments sur la vie des réfugiés vécus par les réfugiés afghans dispersés à travers le monde.

## Discographie
- 1998 : Sarzamin-e-Man (Ma patrie)
- 2000 : Parijo (fée, Dari  پری جو)
- 2004 : Sapid-o-Siah (noir et blanc)
- 2005 : Khana-e-Gilli (Maison en terre)
- 2008 : Maryam (Maryam nom d'une fille)
- 2010 : Bazi (Jeu)
- 2016 : Jang-o-Jonoon
- 2019 : Man o to (Me and You)